# Astragalus aridovallicola
Astragalus aridovallicola es una especie de planta del género Astragalus, de la familia de las leguminosas, orden Fabales.
Fue descrita científicamente por P. C. Li.